# Войславичі
Войславичі (з сер. 1950-х рр. до 1995 року — Волинське) — село в Україні, у Шептицькому районі Львівської області. Населення становить 652 особи.
На деякий картографічних ресурсах досі позначене за старою назвою як Волинське.
Село розташоване за 18 км на північний захід від м. Сокаль, у долині, за 1,5 км на схід від автомагістралі на Львів-Ковель.

## Історія
У 1920-х рр. Войславичі були найбільшими за кількістю житлових дворів серед навколишніх сіл.
Після Другої світової війни село опинилося у складі Польщі. У 1946-му р. людей з Войславич вивезли, але селяни знову повернулися додому в сер. 1950-х рр.
6-15 липня 1947 року під час операції «Вісла» польська армія виселила з Войславичів на щойно приєднані до Польщі північно-західні терени 41 українців. У селі залишилося 55 поляків.
За радянсько-польським обміном територіями 15 лютого 1951 року село передане до УРСР, а частина польського населення переселена до Нижньо-Устрицького району, включеного до складу ПНР.

## Населення

### Мова
Розподіл населення за рідною мовою за даними перепису 2001 року:
| Мова       | Кількість | Відсоток |
| ---------- | --------- | -------- |
| українська | 652       | 100%     |

## Пам'ятки

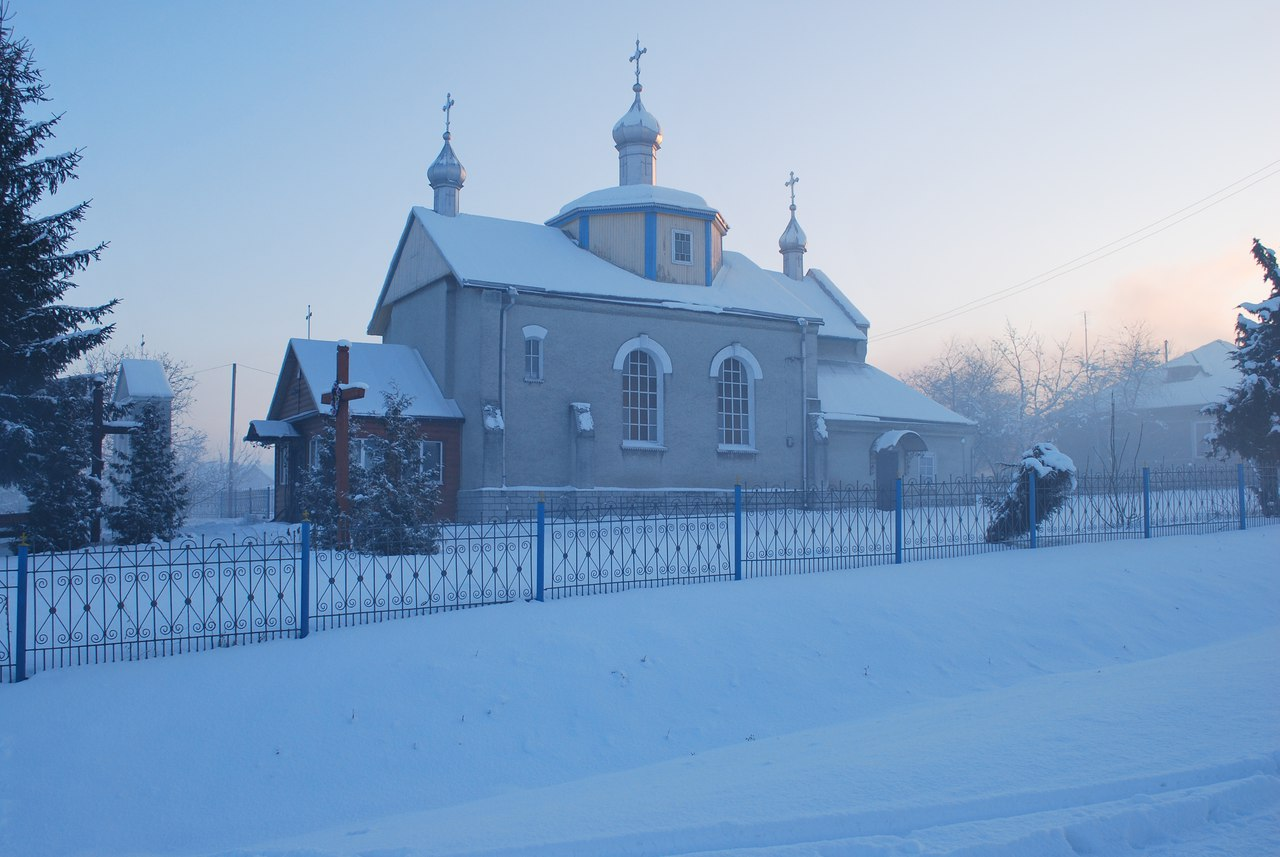
Церква Перенесення мощів св. Миколи, переобладнана з колишнього костелу (Войславичі)

У Войславичах до Другої світової війни була церква і костел. Дерев'яна церква Перенесення мощей св. Миколая з 1874 р. підірвана німецькими солдатами при відступі у 1944 р. Залишилася мурована триаркова дзвіниця на роздоріжжі вулиць у південній частині села.
Православна громада Войславич на місці старої збудувала у 1990-х рр. нову дерев'яну триверху церкву, яка своїми формами абсолютно не подібна на дерев'яні церкви Львівщини.
В центрі села, на пологому схилі, у 1989 р. греко-католицька громада Войславич перетворила на церкву колишній костел поч. 20 ст.

## Відомі люди
У селі народилися:
- Штокалко Павло Лукич — український письменник, священик УГКЦ, композитор, автор творів для цитри,
- Томаш Август Олізаровський — польський письменник, представник так званої української школи в польській літературі.
- Зенон Кирилович (загинув від ворожої кулі в Коломиї 17 лютого 1919 р.), стрілець УПА, політв'язень, автор книги спогадів «Трагічне і правдиве»
- Іван Сич[5].